# Highway
Termín highway označuje v anglicky mluvících státech různé typy komunikací. Podle anglické definice označuje jakoukoli veřejnou dopravní plochu, která je přístupná všem, bez ohledu na velikost nebo stupeň zástavby území. Pouze některé z těchto komunikací splňují definici dálnice.